# Long John Hunter
John Thurman Hunter Jr. (Ringgold, Luisiana, 13 de julio de 1931 - Phoenix, Arizona, 4 de enero de 2016), conocido por su nombre en artístico  Long John Hunter, fue un guitarrista de blues tejano y blues eléctrico, cantante y compositor estadounidense. Ha publicado siete (7) álbumes a su nombre, y en sus últimos años ha recibido el reconocimiento de la crítica en el extranjero. Las canciones más conocidas de Hunter son "Rock de El Paso" (El Paso Rock) y "Cocodrilos alrededor de mi puerta" (Alligators Around My Door), coescrito este último junto a Bruce Iglauer. 

## Vida y Carrera
Hunter nació en Ringgold, Luisiana. Fue criado en una granja en Magnolia, Arkansas, al cumplir veinte años comenzó a trabajar en una fábrica de cajas en Beaumont (Texas). Compró su primera guitarra tras asistir a un concierto de B. B. King. Adoptó el nombre artístico de Long John Hunter en 1953. Su primer sencillo, "Ella solía ser mi mujer" (She Used To Be My Woman) junto a "Chica Loca" (Crazy Girl) fue lanzado por la discográfica Duke Records en 1953. Para 1957, se mudó a El Paso, Texas, y consiguió empleo tocando en el Lobby Club en Juárez, México. Estuvo allí por más de trece años, lanzando varios sencillos a inicios de los sesenta en discográficas locales. Estas pistas incluían una de sus canciones más notables, "El rock de El Paso" (El Paso Rock).
Su álbum "El Blues del Pueblo Fronterizo de Texas" (Texas Border Town Blues) fue lanzado en 1988 y el álbum "Cabalga conmigo" (Ride with Me) en 1992. Estos fueron seguidos de dos álbumes más para la discográfica Alligator Records, "La Leyenda del Pueblo Fronterizo" (Border Town Legend) (1996) y "Bailando desde el Techo" (Swinging from the Rafters) (1997). En 1999, Hunter se unió a Lonnie Brooks y Phillip Walker para lanzar juntos "Salida de la Estrella Solitaria" (Lone Star Shootout).
Hunter apareció en el Festival de Blues de Long Beach (Long Beach Blues Festival) en 1996 y el 2000.Su último álbum fue "Buscando una Fiesta" (Looking for a Party) (2009)
Murió el 4 de enero de 2016 en su casa en Phoenix, Arizona. 

## Disco-grafía
| Año  | Título                    | Sello discográfico |
| ---- | ------------------------- | ------------------ |
| 1988 | Texas Border Town Blues   | Double Trouble     |
| 1992 | Ride with Me              | Alligator          |
| 1994 | Smooth Magic              | Double Trouble     |
| 1996 | Border Town Legend        | Alligator          |
| 1997 | Swinging from the Rafters | Alligator          |
| 1999 | Ooh Wee Pretty Baby!      | Norton             |
| 1999 | Lone Star Shootout        | Alligator          |
| 2003 | One Foot in Texas         | Doc Blues          |
| 2009 | Looking for a Party       | Blues Express      |